# Heracleodor
Heracleodor (grec antic: Ἡρακλεόδωρος, llatí: Heracleodorus) fou un filòsof grec deixeble de Plató que, al cap d'un temps com a alumne seu, començà a negligir els seus principis, cosa que va suscitar una lletra crítica de Demòstenes, que havia estat company seu com a deixeble de Plató. Aquesta obra de Demòstenes no s'ha conservat i es coneix gràcies a un fragment del comentari d'Olimpiodor al Gòrgies.